# Leopold I. Avstrijski
Leopold Slavni (nemško Erlauchte) iz rodbine Babenberžanov je bil od leta 976 do svoje smrti avstrijski mejni grof, * okoli 940, † 10. julij 994,  Würzburg, Frankonija.
Bil je prvi iz dinastije Babenberžanov, ki je v Avstrijski marki in Vojvodini Avstriji vladala do svojega izumrtja leta 1246.

## Življenje
Poreklo Leopolda Slavnega ni znano. Po nekaterih virih je bil njegov oče Berthold, grof v Nordgauu, regiji severno od Regensburga v vojvodini Bavarski. Novejša teorija prepoznava Leopolda kot mlajšega sina vojvode Arnulfa Bavarskega in brata (ali nečaka) grofa Bertholda Schweinfurtskega. Četudi ostaja njegovo poreklo sporno, obstaja  verjetno povezava z vojvodsko dinastijo Leopoldincev. 
Leopold je prvič omenjen v listini, ki jo je izdal cesar Oton I. 13. februarja 962. Omenjen je kot Liupo, grof bavarske pokrajine Donaugau blizu Ratisbona, grof pokrajine Traungau in zvest cesarjev privrženec. Potem ko je Oton I. v bitki pri Lechfeldu leta 955 premagal Madžare, je na osvojenih ozemljih ustanovil bavarsko Vzhodno marko) in jo postavil pod poveljstvo mejnega grofa Burkharda. Ko se je Burkhard pridružil vstaji vojvode Henrika II. Prepirljivca proti cesarju Otonu II., je bil leta 976 odstavljen. Z listino, izdano 21. julija 976, je bil za njegovega naslednika imenovan zvesti Leopold I.
Ponovna naselitev vzhoda je bila počasen proces, ki je potekal od trdnjave Pöchlarn navzdol po reki Donavi. Leopoldova mejna grofija je prvotno sovpadala z današnjo dolino Wachau, njena vzhodna meja pa je bila reka Traisen blizu Sankt Pöltna vzhodno od Kremsa. Ker se je madžarska grožnja po njihovem porazu leta 955 v veliki meri zmanjšala, se je Leopold osredotočil na zavarovanje svojih posesti  pred notranjimi grožnjami in nesoglasji. Leta 984 se je lotil zmanjšanja trdnjave v Melku, ki so jo še vedno obvladovali privrženci odstavljenega mejnega grofa. Ko je bil Melk zavarovan, ga je Leopold najverjetneje uporabil kot svojo rezidenco in tam ustanovil samostan za dvanajst posvetnih duhovnikov. Do leta 987 je razširil mejo svoje grofije proti vzhodu do Dunajskega gozda  in do leta 991 navzdol do reke Fische.

## Smrt
Leta 994 je odpotoval v Würzburg, da bi posredoval v sporu med svojim bratrancem mejnim grofom Henrikom Schweinfurtskim in würzburškim škofom Bernvardom von Rothenburgom, katerega enega od vitezov je Henrik aretiral in oslepil. Na turnirju 8. julija 994 je Leopolda v oko zadela puščica, namenjena  njegovemu bratrancu. Dva dni pozneje, 10. julija 994, je zaradi poškodb umrl.  Pokopan je bil v Würzburgu. Leta 1015 je bil ob njem pokopan njegov sin, vojvoda Ernest I. Švabski. V 13. stoletju so bili njuni posmrtni  ostanki prenešeni  v opatijo Melk.

## Zgodovinopisje
Leopold je v Vzhodni marki vladal osemnajst let. Z razumnim vladanjem jo je  organiziral in razširil ter za seboj pustil mejno grofijo, ki je imela lastnosti "urejene in civilizirane dežele". Kronist Thietmar Merseburški je zapisal, da "noben človek ni bil modrejši od njega v vseh svojih dejanjih ali vrednejši od njega".  Vse to verjetno potrjuje dejanje cesarja Otona III., ki je Leopoldovemu sinu Henriku I. brez obotavljanja podelil očetovo grofijo.
Četudi Leopold ni omenjen v Babenberški kroniki, ki jo je napisal njegov potomec Oton Freisinški, je danes znan kot prednik  dinastije Babenberžanov. Trditev Otona Freisinškega o predniku frankonskih Babenberžanov, ki se jih spominjamo po babenberškem uporu v zgodnjem 10.  stoletju, ni bila dokazana, vendar je ni mogoče popolnoma izključiti.
Leta 1976 so tisočletnico Leopoldovega imenovanja za mejnega grofa praznovali kot "tisočletnico Avstrije". Proslave pod istim naslovom so bile tudi dvajset let pozneje ob obletnici znamenite listine Ostarrîchi iz leta 996, ki prvič omenja staronemško ime Avstrije.

## Družina
Leopold je bil poročen z Rihardo, hčerko grofa Ernesta IV. Sualafeldgauskega in morda teto vojvode Adalbera Koroškega. V zakonu je bilo rojenih osem otrok:
- Henrik I., drugi mejni grof Vzhodne marke,[13]
- Judita,
- Ernest I., vojvoda Švabske,[13]
- Adalbert, tretji mejni grof Vzhodne marke,[13]
- Poppo,  nadškof Trierja,[13]
- Kunigunda,
- Hema, poročena z Rapotom Dießenskim, in
- Kristina, nuna v Trierju.